# Hat Yai
7° 01′ N, 100° 28′ L

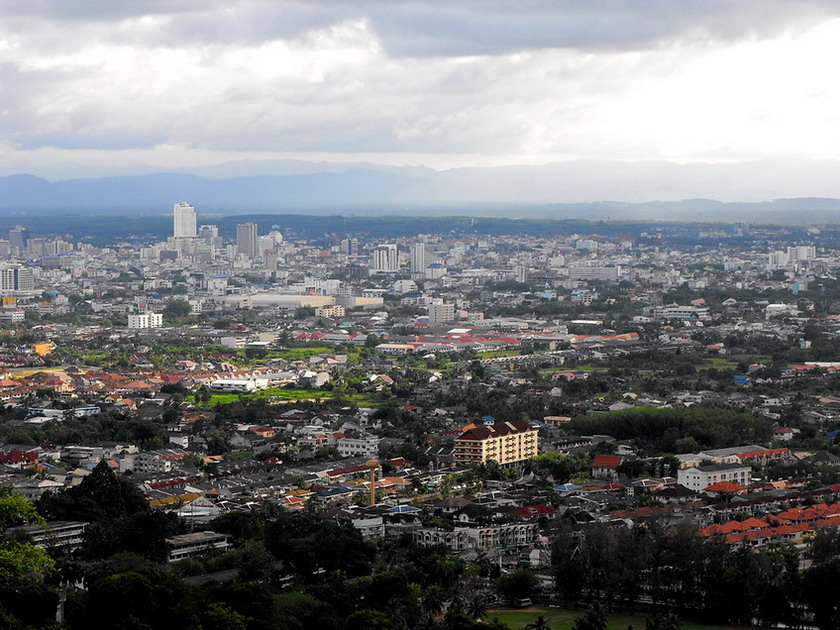
Hat Yai em junho de 2012

Hat Yai (em tailandês:  หาดใหญ่), também Haad Yai ou Had Yai, é uma cidade no sul da Tailândia, perto da fronteira com a  Malásia, tem uma população de 157.359 (2008) na própria cidade e cerca de 800.000 na área metropolitana.
Hat Yai é a maior cidade da  província de Songkhla, a maior área metropolitana no Sul e a quarta maior área metropolitana do país. É muitas vezes confundida como sendo a capital da província,  mas Songkhla é a capital e o centro cultural e administrativo, enquanto Hat Yai é o centro de negócios.
As duas cidades são consideradas cidades gêmeas, devido à sua estreita ligação e, consequentemente, Hat Yai e Songkhla formam a Grande Região Metropolitana de Hat Yai-Songkhla.
O nome "Hat Yai" é uma versão curta de "Mahat Yai", que significa grande mahat (tailandês: มะหาด ), uma árvore parente da jacas do gênero Artocarpus.

## Violência no Sul
Como o maior centro econômico do sul da Tailândia, Hat Yai tem se tornado um alvo do terrorismo na campanha separatista conduzida pela Organização de Libertação Pattani Unidos e semelhantes grupos radicais.
Em 3 de abril de 2005, atentados a bomba foram realizados em um Carrefour, loja de departamentos e no Aeroporto Internacional de Hat Yai, matando dois e ferindo dezenas.
Em 16 de setembro de 2006, uma série de ataques a bomba matou quatro pessoas e feriu mais de 70 anos. Nenhum grupo assumiu a responsabilidade,  separatistas locais se presume ser o responsável.
Em 31 de março de 2012, um carro-bomba explodiu no Hotel Plaza Lee Gardens, matando cinco e ferindo centenas, cidadãos tailandeses e turistas malaios estavam entre as vítimas. O Exército Real da Tailândia acredita que os membros do Barisan Revolusi Nasional (BRN) realizou o ataque terrorista.

## Transporte
Hat Yai tornou-se o centro de transporte do Sul da Tailândia desde que a ferrovia foi construída, é a maior estação no sul do país.
A cidade é servida pelo Aeroporto de Hat Yai, situado 9 km da cidade.